# 116162 Sidneygutierrez
116162 Sidneygutierrez è un asteroide della fascia principale. Scoperto nel 2003, presenta un'orbita caratterizzata da un semiasse maggiore pari a 2,6239747 au e da un'eccentricità di 0,0959690, inclinata di 2,62509° rispetto all'eclittica.